# Thanh yên
Thanh yên (danh pháp hai phần: Citrus medica) là cây ăn quả thuộc chi Cam chanh. Quả có múi lớn, có mùi thơm với vỏ dày. Quả được mô tả là trông giống như một "quả chanh khổng lồ, xù xì". Đây là một trong những loài nguyên thủy mà từ đây tất cả các loại cam chanh khác được phát triển thông qua quá trình hình thành loài lai tự nhiên hoặc lai ghép nhân tạo. Mặc dù các giống thanh yên có nhiều dạng vật thể khác nhau, nhưng tất cả chúng đều có liên quan chặt chẽ về mặt di truyền. Quả được sử dụng trong ẩm thực châu Á, y học cổ truyền, nước hoa, nghi lễ và lễ vật tôn giáo. Các giống lai giữa thanh yên với loài cam chanh khác nổi bật hơn về mặt thương mại, đáng chú ý là chanh vàng và nhiều loại chanh xanh.

## Sử dụng
- Vỏ quả dùng làm mứt hoặc lấy tinh dầu và làm thuốc trị ho.
- Dịch quả làm thuốc chống nôn, trị giun, chống hoại huyết...
- Phật thủ: Một giống thanh yên để bày mâm ngũ quả.